# ポケモンコロシアム
『ポケモンコロシアム』は、2003年11月21日に株式会社ポケモンより発売されたニンテンドー ゲームキューブ用ロールプレイングゲーム。

## 概要
「対戦モード」でゲームボーイアドバンス（以下「GBA」）版のポケモンシリーズとGBAケーブルを用いた連携により3D画面でポケモン対戦を楽しんだり、「シナリオモード」でシリーズ初の本格派3DRPGを楽しむことができる。2つのモードの世界観は共通であるが、それぞれが独立したゲームである。
キャラクターデザイン・アートディレクションにヒロモト森一を起用し、西部劇風のサイバーパンクとでも言うべき、従来のポケモンとは一線を画す雰囲気も特徴的。ただし本編と異なる世界や時間軸というわけではなく、あくまでも「遠く離れた地方」という位置付けである。
ジニアス・ソノリティの処女作でもある。また、直接の続編として『ポケモンXD 闇の旋風ダーク・ルギア』がある。

## ゲームシステム
GBA用ソフト『ポケットモンスター ルビー・サファイア』（後に発売された『ポケットモンスター ファイアレッド・リーフグリーン』『ポケットモンスター エメラルド』にも対応。ただし、エメラルドの場合、対戦時に出てくる主人公は「ルビー・サファイア」の姿になる）で育てたポケモンで、ノンプレイヤーキャラクター、または他のプレイヤーと対戦することができるモード。システム的にはほぼ『ポケモンスタジアム』の踏襲である。しかし、使用ポケモンや持たせるアイテムの重複は不可能。
『スタジアム』の特徴のひとつであった対戦時の実況は存在せず、同様にポケモンの鳴き声もGBA版の電子音そのままであり、アレンジはされていない。また、『ルビー・サファイア』以前から登場した251匹のポケモンのグラフィックは、ほとんどが『スタジアム』より流用されたものであり、さらに攻撃モーションも1種族毎に1通りのみとなっている。一方、『スタジアム』にはなかった追加要素として、クリア特典で獲得できる「ポケクーポン」が挙げられる。クリアしたものの難易度に応じて獲得できるポイントであり、貴重なアイテムと引き替えができる。特に一部のきのみは当時この方法でしか入手できなかった。
対戦モードではいずれも使用するポケモンに制限は無いが、いわゆる「伝説のポケモン」を使用すると勝ち抜いたときにもらえる「ポケクーポン」が減額されるペナルティがある。

### トーナメント
レベル50以下と無制限の2つのレベルがあり、それぞれ3段階の難易度とシングルバトル/ダブルバトルを選択できる。いずれも使用ポケモンが制限されるルールは無く、『ポケモンスタジアム』の「ウルトラカップ」同様にポケモンや持ち物の重複が無い限り自由なメンバーでエントリーできる。但しレベル無制限はランクが初期状態では1つしかないため、いきなり相手が強い設定となっている。
1つのトーナメントで8連戦を勝ち抜けばクリアとなる。「ひんし」ポケモンを出さずにトレーナーに勝利するとコンティニューの回数が増える。

### バトル山
ポケモンスタジアムの「ジムリーダーのしろ」に相当するモード。こちらのポケモンに合わせたレベルのトレーナーと100連戦をすることになる。コンティニュー制なども含め、基本的なルールはトーナメントに準ずる。トーナメントと比較すると敵ポケモンの能力が低めに設定されているため、初心者でも根気があればクリアできる作りになっている。ちなみに、シナリオモードの主人公で、全ダークポケモンをリライブした状態で対戦モードのバトル山を100人抜きする事で、LV70のホウオウをもらえる。

### フリーバトル
GBA版のプレイヤー同士、あるいはGBA版とシナリオモードのプレイデータの間で対戦をすることができる。
GBA版を使用している場合、コマンド入力はGBAケーブルを介した各自のGBA本体の画面で行うことになる。これにより他人に手の内を明かさずにコマンドを選択することができる。

### とにかくバトル
『スタジアム』同様、予め用意されたポケモンですぐにバトルを楽しむことができるシステム体験モード。

### シナリオモード
謎の組織との戦いを繰り広げながら、彼らによってココロを閉ざされ戦闘マシーンと化したポケモン「ダークポケモン」を「スナッチ」（奪い取ること）し、「リライブ」という手段でココロを開き、元のポケモンに戻していく事が冒険の目的である。エンディング後は、リライブしたポケモンとGBA版のポケモンの通信交換が可能となる。
基本的なシステムはGBA版ポケットモンスターとほぼ同じものを踏襲しているが、全ての戦闘はポケモンを2体ずつ繰り出す「ダブルバトル」で行われる。他の相違点として、町やダンジョンへ移動する場合は全体マップから選択する、セーブはゲーム内のパソコン端末でしか行えない等がある。次作では本編同様どこでもセーブできるようになった。
『ルビー・サファイア』等の携帯機版と比較すると、いきなりレベルが高い状態で始まり（Lv25から。ただし主人公もエーフィ、ブラッキーと強力なポケモンを連れているので調整はされている）、前述の通りバトルが（GBA版ではシナリオ中機会の少ない）ダブルバトルのみ、対戦相手の強力な戦略と思考能力、野生のポケモンを捕獲できないため不確定要素のあるダークポケモンの使用が事実上必須、基本的にトレーナーとのバトルでしかレベルを上げられない上に敵のレベルは総じて高めである等、まず携帯機版をクリアしていることを前提としているかのような高い難易度である。アイテムの使い分けも含め、今までよりも高い戦術を必要とされる。
発売された時点では、「今までGBA版では入手できなかったポケモン（主に『金・銀』で初登場したポケモン）を入手できる」ことを売りにしており、特に『エメラルド』が発売されるまでは、全国図鑑を完成させるために本作が必要不可欠であった。『エメラルド』発売後は、GBA版のソフトだけで全国図鑑を完成させることができるようになったが、『エメラルド』では入手条件が厳しい上にどれか1匹しか入手できないチコリータ・ヒノアラシ・ワニノコの進化系であるベイリーフ・マグマラシ・アリゲイツが本作では1度のプレイですべて手に入り、また、『ファイアレッド・リーフグリーン』ではどれか1匹しか手に入れられない上に能力が低く設定されていたライコウ・エンテイ・スイクンだが、本作では通常通りランダムな能力の個体として3匹とも出現する。また、GBA版のソフトの通常プレイでは入手できなかったホウオウをキャンペーン以外の手段で入手できるのは本作のみである。
カードeリーダー+を用いて特殊なトレーナーをゲーム内に出現させることが可能。これは次作には引き継がれなかった要素である。

## 登場人物

### 主要人物
主人公 / レオ
本作の主人公。「人のポケモンを奪う」という悪党の集まり、スナッチ団の元団員。団のスナッチマシンを盗み出し、アジトごと爆破しエーフィ・ブラッキーとスナッチ団を出る。その事件以降、裏切り者として追われることになりながらもシャドーに立ち向かっていく。スナッチ団を抜けた理由は不明。
用意されている名前候補はレオ、ユータ、タツキ。
パートナー / ミレイ
主人公のパートナー。ダークポケモンが放つオーラを見分ける能力を持つため、シャドーに捕まり連行されそうになった少女。主人公に助けられることで行動を共にするようになる。
日本版のみ外見がへそ出しルックとなっている。
主人公と同様に、自由に名前を決めることができる。用意されている名前候補はミレイ、アニー、チハル。

### 町の住人
ローガン、セツマ
パートナーの祖父と祖母。ローガンはかつて「伝説のトレーナー」と呼ばれていた。相棒のポケモンはピカチュウ。
スレッド、シホ、クロ、ザック
コドモネットワークの少年・少女。スレッドはコンピュータの天才であるリーダー、シホはスレッドの妹、クロとザックは一員。
ギンザル
荒くれものたちをまとめるパイラタウンの長。可愛がっていたプラスルを人質に取られたため、ミラーボの行いを見て見ぬふりをしている。
シルバ
ギンザルの子分。ミラーボの言いなりと化しているギンザルを見限り単身ミラーボのアジトに乗り込む。しかし、ミラーボの手下たちに敗れた際にその理由が分かり和解し、その後はスパイとしてアンダーやラルガタワーに潜入した。
マサ
パイラタウンの入り口にいる緑の髪のゴロツキ。ダーク・オオタチを持つ。
ユイト
パイラタウンの警官。おっちょこちょいな性格で、耳が早くない（その為署長曰く「お前の情報はいつも期限切れ」）。しばしば警察署を訪れた主人公に激突してグルグル回ってしまう。署長と一緒にミラーボの手下達を捕まえるが、彼が寝ている隙に逃げられてしまう。
ヘッジ
パイラタウンの警察官の署長。
ビーディ
パイラタウンにいる、よく当たる占いで有名な占い師。「パイラの母」と呼ばれている。

### その他の人物
ウィリー
町外れのスタンドにいるライダーで、他のライダーと違い髪の毛が紫。ストーリーでは最初に戦うことになる。たまに主人公に助言をくれる。ジグザグマを愛用。
セイギ
フェナスシティのトレーナートレーニングセンターのリーダー。町中の人の憧れの存在。
ゾルダン
アンダーの地下にあるボトムコロシアムに最強のトレーナーとして君臨するボトムキング。キングドラやエアームドなど、弱点とするタイプが少ないポケモンを多用する。ダーク・ツボツボを持つ。

### スナッチ団
ヘルゴンザ
砂漠の窃盗団スナッチ団のボス。禿頭で顔からはみ出る程の細長い2本眉毛と細長い2本の鼻髭に紫手袋に服の下着を着用せず半袖赤ジャケットと深緑ズボンを着用した体格が良い姿が特徴。耳と後ろ頭に特殊なゴーグルらしき物を付けている。部下達も頭が禿げ特殊なゴーグルらしき物に自分と似た服装を着用させている。OPでスナッチマシンを盗んで裏切ったレオを大勢の部下達共々追い掛けたが、ポケモンで止めようとはせず直接走って追い掛けたが逃げられてしまった上にアジトを爆破され、組織は壊滅してしまった。元々はただの窃盗集団だったが、シャドーからスナッチマシンを渡され、優秀なポケモンを奪って来る様に依頼され、シャドーに加担する様になり、事実上スナッチ団はシャドーの下部組織になり、スナッチマシンで奪ったポケモンをシャドーに届けていた。その為、シャドーの表向きのボスのジャキラを「ジャキラさま」と呼ぶ。最初はラルガタワーでレオと再会し、その真相を話した直後にレオにポケモンバトルを挑むが敗北。その後は本作クリア後に行けるスナッチ団アジトで2回目のポケモンバトルを挑むが再度敗北してしまう。現在のスナッチ団は壊滅状態だが、レオとの2回目のポケモンバトル敗北後に「オレさまが いるかぎり スナッチ団はかならず 復活する！」と言い全く反省した様子を見せず、スナッチ団を再組織させる満々で、その場を去って行った。パイラの警察署には彼の手配書がある。ダーク・エアームドを持つ。
ヤッチーノ
スナッチマシンを奪ったレオをフェナスシティまで追って来たスナッチ団の下っ端の1人。

### シャドー
ベルデ、ロッソ、ブルーノ
主人公をフェナスシティから脱出させないために出入り口を封鎖したシャドーの戦闘員達。ほかの戦闘員とは違う色の服を着ている。
それぞれダーク・ベイリーフ、ダーク・マグマラシ、ダーク・アリゲイツを持つが、フェナスシティで戦闘できるのは1人だけで、その戦闘員とはラルガタワーで再戦、残りの2人はエンディング後に戦うことになる。
名前はそれぞれイタリア語で「緑」・「赤」・「青」を意味する。
ヘボイ、トロイ
ミラーボの手下の下っ端でミレイを拐った2人組。レオに負けた後仕返しに市長の家に押しかける。トロイはダーク・マクノシタを持つ。
ブレス、スーラ
ミラーボの手下の下っ端でミラーボのアジトに忍び込んだシルバを捕まえた重傷を負わせた女性2人組。ブレスはダーク・テッポウオを、スーラはダーク・マンタインを持つ。
ミラクルボ
ミラーボの後継者を自称するシャドー戦闘員。ベルデ・ブルーノ・ロッソ同様他の団員達とは違う色の服を着ている。
ミラーボが去った後のパイラの洞窟奥地で戦うことが可能。時期によってはこちらよりレベルが高いために苦戦を強いられることもある。ダークポケモンは持っていない。
本人の野望はミラーボ同様アフロになることらしいのだが、肝心の髪がまだ育っていないとのこと。シナリオクリア後は登場しなくなる。
フェイク
レオに変装して名を汚そうとしていたシャドー戦闘員。ダーク・トゲチックを持つ。
ミラーボ
シャドー幹部の1人。モンスターボールを象った大きなアフロと全身金のダンサーの服装を着用したダンサー。口が悪く目的の為に手段を選ばず、ギンザルのプラスルを人質に取り彼に言う事を聞かせる悪党だが、ミラーボとの最初のポケモンバトルでもダンスの曲を流すほどのダンス好きで、シャドー幹部にしては非常に目立つ個性的な人物。パイラコロシアムの優勝者にダークポケモンを配りデータを集めていた。ダーク・ウソッキーを持つ。
後に建てられたシャドー本拠地ラルガタワーで2回目のポケモンバトルを行うが、このポケモンバトルではダンスの曲は流れず、シャドー幹部戦のBGMが流れる。
得意戦術は「あめうけざら」と「すいすい」をもったルンパッパ達を「あまごい」によって最大限に活用すること。
なお、発売当時『月刊コロコロコミック』で連載された漫画ではバトルに負けた後にルンパッパ2体を捨ててしまう（その後レオに保護され手持ちとなる）が、ゲーム中にそのような展開は無い。
ダキム
シャドー幹部の1人。鍛えられた体と凄まじい巨体を持つ体力自慢の男。シャドーのバトル山襲撃事件を指揮する（この際ポケモンバトルではなくトレーナー自体を殴り倒すという卑怯かつ乱暴な手段も見せた）。
運動神経が良く、バトル山で主人公と対戦後には跳んで撤退する。ダーク・エンテイを持つ。
後に建てられたシャドー本拠地ラルガタワーで2回目のポケモンバトルを行う。
得意戦術は「じしん」による全体攻撃。「まもる」もしくは「ふゆう」を持っているポケモンで味方を守りつつ攻撃する。
ヴィーナス
シャドー幹部の1人で紅一点。テレビ番組を放送し、美貌でアンダーの人々をファンにして操る。彼女の熱狂的ファンもいる。ダーク・スイクンを持つ。
後に建てられたシャドー本拠地ラルガタワーで2回目のポケモンバトルを行う。
得意戦術はかげぶんしんで回避率を高めた後にメロメロやどくどく等の状態異常で徐々に相手を弱らせること。
ボルグ
ダークポケモン研究所の所長をしているシャドー幹部。ポケモンの心を閉ざしてダークポケモンにした張本人で、ボルグファイルというダークポケモンに関するレポートを書く。ダーク・ライコウを持つ。
後に建てられたシャドー本拠地ラルガタワーで2回目のポケモンバトルを行う。
みず、でんきタイプと「あまごい」を主に使い、「ひらいしん」で共に出したポケモンの弱点を補ったり、「どくどく」や「あやしいひかり」と「まもる」を合わせる戦術を得意とする。
ジャキラ
シャドー幹部の1人でシャドーの表向きのボス。シャドー幹部達を裏で操る男。赤い目をした不気味な顔が特徴。ダーク・メタグロスを持つ。
戦術は攻撃力重視のバランスタイプ。エスパータイプを中心に「とくこう」が高いポケモンを多用する。
バックレー市長 / ワルダック
いつも温厚な笑顔であるフェナスシティの市長。背が低く側頭部の白髪頭を2本の団子頭にした禿頭に肥満体型が特徴。市民からの信頼は厚いが、実はその正体はシャドーの陰のボス・ワルダック。ダークポケモン計画による世界征服を企む。建設業者にオーレ地方でラルガタワーを建設させており、後に完成した後はそこをシャドー本拠地にさせた。ジャキラがレオに敗北するとレオとミレイとジャキラの前に現れ、ワルダックとしての正体を現す。正体を現した後は不気味な赤い目の吊り目と側頭部の2本の白髪団子頭と2本眉毛と細長い鼻髭が上に尖った凶相にコートの襟と袖と腰部分も尖った風貌になるが、常にジャンプしており、コミカルな一面を見せる。自分達の計画を度々邪魔して来たレオを倒す為にポケモンバトルを挑む。尚、彼が真の黒幕である事が発覚するのが最終ボス･ワルダック戦のみで、それまではジャキラがシャドーのボスで黒幕だと思われていた事から黒幕としての存在感は非常に薄い。最強のダークポケモンであるダーク・バンギラスを使う。レオに負けた後ヘリコプターで逃げようとするが、乗る前にヘリをホウオウに落とされ逃走に失敗。かけつけてきたヘッジ達に逮捕された。次回作『XD』では、刑に服していることが語られた。
戦術はジャキラと同様のバランスタイプであるが、こちらはさらにコンボを使う（ケッキングの特性「なまけ」を味方の「スキルスワップ」で外す等）。「こうげき」が高いポケモンを多用する。

## 世界観
本作は、オーレ地方が舞台となっている。野生ポケモンは生息していないと言われている。モデルはアメリカ合衆国アリゾナ州フェニックス市である。

### スタジアム・コロシアム
フェナススタジアム
「フェナスシティ」の一番奥にあるスタジアム。フィールドの周りに滝が存在し、水が流れている。観戦場所には、モンスターボール、スーパーボール、マスターボールのいずれか一つのマークがついた物をぶら下げており、ボールごとに色も違う。
シナリオモード
ストーリーにおいては、初めは主人公達がバックレー市長にフェナススタジアムに行ってみてはどうかと言われ行くことになるが、その時点ではスタジアムに参加する事はできない。ちなみにスタジアムを出るとスナッチ団に遭遇、ヤッチーノとポケモンバトルになる（ストーリー上必ず起こるイベントである）。
パイラタウンでゴロツキのマサとのバトルに勝利するとそれ以降は、フェナススタジアムに参加できるようになる。参加は自由である。
参加する際は受付で「参加する」を選び、右の扉にはいると参加できる。
見事に優勝すると賞金を貰え、最初の1~4セット目のみ、わざマシンを貰う事ができる。
試合では、1セットにつき4回連続で対戦となる。1セット目、2セット目、3セット目、4セット目があり、1セットごとに出てくるトレーナー・ポケモンのチームが違う。1~4セットは自由に選ぶ事はできず、1、2、3、4の順でやる事となり、4セット目の次は1セット目に戻る。試合の始まりの時は、フェナススタジアムの背景が写り、何回戦目かに合わせ、「フェナススタジアムバトル1」、「フェナススタジアムバトル2」、「フェナススタジアムセミファイナル」、「フェナススタジアムファイナル」と画面中央に表示され、何回戦目ごとに異なる専用のBGMが流れる。出てくるポケモンのレベルは最低でLV40、最高でLV42である。
このコロシアムのみ、ダークポケモンは参加不可能である（ダークポケモンをパーティに入れているとパートナーに制止される）。
『XD』ではラルガタワーに移転したため、本スタジアムは閉場となっているが、一般開放はされている。
対戦モード・コロシアムバトル
コロシアムバトルのフェナススタジアムは、コロシアムバトルのスタジアム・コロシアムの中では難易度は「弱い」であり、コロシアムバトルのスタジアム・コロシアムの中では一番簡単である。「シングルバトル」・「ダブルバトル」があり、その2つで出てくるトレーナーとポケモンのチームは異なる。
対戦モード・とにかくバトル
とにかくバトルはフェナススタジアムで行われる。そこでは「シングルバトル」・「ダブルバトル」があり、そのどちらかを選び、次に「よわい」・「ふつう」・「つよい」・「さいきょう」の4つの難易度の中から1つを選び、そこで「よわい」・「ふつう」・「つよい」・「さいきょう」の強さに合わせてランダムにバトル山100人抜きで出てくるポケモンのチームが出てくるのでそこで決定すれば、ポケモンバトルが始まる。
対戦相手は、バトル山100人抜きで出てくるようなトレーナーであり、「よわい」・「ふつう」・「つよい」・「さいきょう」に合わせてランダムに登場する（相手のポケモンのLVは50）。
試合の始まりの時はフェナススタジアムの色々な背景が写り、中央に「フェナススタジアム」と表記されるが、他のシナリオモード・対戦モードのスタジアム・コロシアムのように曲は流れない。
パイラコロシアム
「パイラタウン」の一番奥にあるコロシアム。天井や壁が一部壊れており、内装はほとんどボロボロになっている（5年経ったXDでも改装されず、そのままの状態になっている）。シナリオモードではここで優勝した腕の立つトレーナーにシャドーがダークポケモンを優勝賞品として配布していた。
バトル山コロシアム
「バトル山」の一番奥にあるコロシアム。バトル山の100ブース目である場所。火山の中央にあり、近くには溶岩も流れている。ブースはかなり広く、他のバトル山のブースよりもずっと広い。中央には「100」と赤い文字が描かれている。周囲には観客席もいくつかあり、まさにコロシアムと呼べる場所になっている。
アンダーコロシアム
「アンダー」の一番奥にあるコロシアム。地下にあるコロシアムのため薄暗く、周りにはネオンのような看板が立ち並び怪しい雰囲気を放っている。金網で囲まれ観客は金網越しに観戦するため、さながら地下闘技場のような場所。
『XD』ではアンダー閉鎖に伴い廃止。
ラルガタワーコロシアム
「ラルガタワー」の一番奥の最上階にあるコロシアムで、「ラルガタワー」は、「ラルガタワーコロシアム」のために作られたと言っていい。出場するときはエレベーターに乗って上がる。中央は赤と青でモンスターボールのようになっており、端に二つ、中央のモンスターボールに比べて小さい赤と青のモンスターボールがあり、周りは高い建物に囲まれている。
ラルガタワーは、シャドーがダークポケモンを披露し、資金を稼ぐために作られた場所である。
『XD』ではフェナススタジアムの機能を移転した形で営業している。
ボトムコロシアム
「アンダー」の地下にあるコロシアム。あるディスクを手に入れると行けるようになる。勝ち抜くごとにシャドー幹部と戦える(ミラーボのみメールで教えてくれる)。勝ち抜くごとにメールが届きボトムキングのゾルダンの情報がもらえ、ボルグに勝利した次の周にボトムキング・ゾルダンと戦えるようになる。シナリオ上最後のコロシアムである。
『XD』ではアンダー閉鎖に伴い廃止。
オーレコロシアム
対戦モードにのみ登場するコロシアム。対戦モードにおいて他の全てのコロシアムの同じレベルのモード（Lv.50のコロシアム全て、またはLv.100のコロシアム全て。）をクリアすると出現する。
『XD』では最後のコロシアムとして本編内に登場しており、所在地はパイラタウン近郊、BGMは本作のマップBGMのアレンジになっている。

## 拡張ディスク
本作の予約購入者には、特典として「拡張ディスク」が配布された。店舗により2種類が存在し、当時のゲームキューブ・ゲームボーイアドバンス最新ソフトのムービー、または『ポケモンチャンネル 〜ピカチュウといっしょ!〜』の体験版と、本作を有利にプレイするためのコンテンツが収録されている。以下では共通して収録された後者の要素について説明する。

### セレビィ
幻のポケモンであるセレビィをもらうことができる。手に入れるには本作のシナリオモードをクリアしていなければならない。同じくシナリオをクリアした状態のGBA版があれば、そちらからも受け取ることができ、1つのコロシアムクリアデータにつき48匹まで手に入る。カードeリーダー+を使用することによって出てくる特殊なトレーナーの持つダークポケモン（トゲピー・ハッサム・メリープ）をスナッチし、リライブすることによって最大51匹まで入手が可能となる。2006年夏に公式イベント「ポケモンジャングルツアーズ」が開催されるまでは、GBA以降の日本国内版作品において唯一のセレビィ入手法であった。
なお、北米版においてはセレビィの代わりにジラーチが手に入る。こちらは日本では外部のキャンペーンでしか入手することができないポケモンであった。

### ポケクーポンのボーナス
コロシアムおよびGBA版のデータごとに、今までに獲得したポケクーポンの累計に応じて、ポケモンやアイテムを手に入れることができる。